# 陸才甫
陸才甫（？—？）江苏省崇明县（后属启东县）人，中华民国政治人物。

## 生平
启东县在1928年3月建县前属于崇明县，称为“外沙”，土地所有权十分集中，其中百分之九十属于崇明县的王清穆、苏康侯、陆才甫等13个大地主所有，百分之九属于当地恶霸所有。
1918年，陆才甫当选安福国会众议员。1919年五四运动爆发后，陆才甫在北京《国民公报》上发表了《学生无罪》一文，指出刑事犯罪的成立，须具备动机、行为、后果三个要素，“必三者一致，方可构成刑法上之责任”，三者中又以动机为前提。文章认为，五四运动是激于爱国心之勃发，“其居心之光明磊落，可以质诸天地鬼神而无愧”，故在法律上应认定学生无罪。